# Герои не умирают (мемориальный комплекс)
«Герои не умирают» — мемориальный комплекс в станице Боковской Боковского района Ростовской области.

## История
В годы Великой Отечественной войны на территории Боковского района Ростовской области шли упорные бои. Советские войска несли тяжелые потери, но смогли выстоять и победить. Бои в Боковском районе дали старт Сталинградской битве. Отсюда советские войска стали гнать врага.
В 1983 году в станице Боковской был открыт мемориальный комплекс «Герои не умирают», посвященный событиям войны и павшим при освобождении Боковского района в июле-декабре 1942 года. Мемориальный комплекс был создан коллективом Луганского художественного фонда.
На мемориальном комплексе установлены бюсты героев Советского Союза. Среди героев:
- Сергеев Николай Александрович (1908—1942). 16-17 декабря 1942 года в районе хутора Астахов командир полка Сергеев на танке повел подразделение в бой. При первой атаке было уничтожено 2 батареи пушек среднего калибра, 6 противотанковых орудий и до батальона пехоты врага. При наступлении на противотанковую батарею танк Сергеева был подожжен. Офицер с обожженными ногами сел во второй танк и вновь повел полк в бой. В результате второй атаки хутор Астахов был освобожден.
- Терентьев Борис Иванович (1923—1981).
- Абдиров Нуркен Абдирович (1919—1942). На самолёте Ил-2 Абдиров уничтожил несколько танков и более двадцати автомобилей. 19 декабря 1942 года при штурмовке позиций противника у села Коньков (Боковский район Ростовской области) его самолёт был подбит и загорелся. Абдиров направил горящую машину в колонну вражеских танков.
- Позолотин Тимофей Семенович (1908—1943).
- Соловьев Александр Александрович (1907—1942). 14 июля 1941 года погиб на боевом задании в районе станицы Боковской, сбил три самолета противника.
- Телеченко Яков Платонович (1913—1973) — уроженец хутора Пономаревка Боковского района Ростовской области.

Бюст Телеченко Я. П. является объектом культурного наследия регионального значения (решение Малого совета Ростовского областного совета народных депутатов № 325 от 17.12.1992 года.).

## Описание
Мемориал представляет собой бетонную стену, расположенную на насыпном холме. На стене выполнена надпись: «Герои не умирают», сверху объемными буквами написано: «1941-1945». Перед стеной установлены на постаментах бронзовые бюсты героев Советского Союза. Территория вокруг комплекса благоустроена.